# Arturo Álvarez
Arturo Alvarez est un footballeur international salvadorien né le 28 juin 1985 à Houston, Texas, États-Unis.

## Biographie

### Club
Arturo Alvarez fait ses débuts en Major League Soccer en 2003 après avoir été repêché en treizième position lors de la Superdraft de 2003 par les Earthquakes de San José. Lors de ses deux années avec les Earthquakes, il n'a qu'un temps de jeu très limité, ne disputant que seulement 26 rencontres. Lors de la saison 2005, il est transféré vers le FC Dallas lors d'un échange contre Richard Mulrooney et Brad Davis.
En novembre 2007, il effectue un essai d'une semaine avec le club français des Girondins de Bordeaux.

### International
Alvarez joue dans les catégories de jeunes des États-Unis. Le 12 août 2009, il obtient sa première sélection en équipe du Salvador, lors du match Trinité-et-Tobago - Salvador (1-0) et le 12 juin 2011, il inscrit son premier but face à Cuba.
Il a auparavant pris part avec la sélection à la Gold Cup 2011.

## Statistiques détaillées

### En club
| Saison | Club                 | Pays       | Championnat | Championnat | Championnat |
| Saison | Club                 | Pays       | Division    | Matchs      | Buts        |
| ------ | -------------------- | ---------- | ----------- | ----------- | ----------- |
| 2003   | San José Earthquakes | États-Unis | MLS         | 15          | 1           |
| 2004   | San José Earthquakes | États-Unis | MLS         | 11          | 1           |
| 2005   | FC Dallas            | États-Unis | MLS         | 24          | 2           |
| 2006   | FC Dallas            | États-Unis | MLS         | 19          | 3           |
| 2007   | FC Dallas            | États-Unis | MLS         | 27          | 3           |
| 2008   | FC Dallas            | États-Unis | MLS         | 16          | 3           |
| 2008   | San José Earthquakes | États-Unis | MLS         | 12          | 3           |
| 2009   | San José Earthquakes | États-Unis | MLS         | 23          | 5           |
| 2010   | San José Earthquakes | États-Unis | MLS         | 19          | 3           |
| 2011   | Real Salt Lake       | États-Unis | MLS         | 6           | 0           |

### Buts en sélection
| Buts en sélection de Arturo Alvarez | Buts en sélection de Arturo Alvarez | Buts en sélection de Arturo Alvarez | Buts en sélection de Arturo Alvarez | Buts en sélection de Arturo Alvarez | Buts en sélection de Arturo Alvarez | Buts en sélection de Arturo Alvarez |
|                                     | Date                                | Lieu                                | Adversaire                          | Score                               | Résultat                            | Compétition                         |
| ----------------------------------- | ----------------------------------- | ----------------------------------- | ----------------------------------- | ----------------------------------- | ----------------------------------- | ----------------------------------- |
| 1.                                  | 12 juin 2011                        | Soldier Field, Chicago (États-Unis) | Cuba                                | 5-1                                 | 6-1                                 | Gold Cup 2011                       |

NB : Les scores sont affichés sans tenir compte du sens conventionnel en cas de match à l'extérieur (Salvador-Adversaire)

## Palmarès
- Championnat de Hongrie : 2015